# Longplay
Longplay je peti album sarajevske skupine Plavi orkestar. Gre za prvi album po vojnah na ozemlju bivše SFRJ. Največji uspešnici s tega albuma sta Od rođendana do rođendana in Ako su to samo bile laži. Izšel je leta 1998.

## Ozadje
Vodja Plavega orkestra Saša Lošić je leta 1996 sodeloval s Severino pri njenem albumu Moja stvar pri pesmi Od rođendana do rođendana (ki se bo na tem albumu pojavila s popolnoma drugačnim aranžmajem in besedilom). Istega leta je Croatia Records izdala kompilacijo Everblue z velikimi uspešnicami Plavega orkestra.
Leta 1997 je Loša skupaj s slovenskim kolegom Zoranom Predinom zložil pesem Zbudi se, ki jo je zapela Tanja Ribič. Pesem je tisto leto na Evroviziji osvojila 10. mesto s 60 točkami. Poleg tega je Loša za slovensko skupino Rok 'n' Band zložil pesem Jagode in čokolada, ki je osvojila 3. mesto v slovenskem evrovizijskem finalu. Pesem je istega leta, kot je izšel Longplay, zapela splitska skupina Đavoli na albumu Space twist.

## O albumu
Skupini se je pridružil kitarist Saša Zalepugin, sin istoimenskega voditelja na TV Zagreb. Na albumu je gostoval Marijan Brkić iz skupine Parni valjak.
Album je bil posnet spomladi 1998 v Zagrebu, zmešan pa v Ljubljani. Pod produkcijo se je podpisal Nikša Bratoš.
25. maj 1998 je potekal povratniški koncert skupine v Križankah pri Ljubljani.